# Палаузово
 Тази статия е за селото в България.  За селото в Украйна вижте Палаузово (Украйна).  
Палаузово е село в Югоизточна България. То се намира в община Стралджа, област Ямбол.

## География
Намира се на 10 km от град Стралджа, между Стара планина и Бакаджика. Край селото се намира река Мочурица, известна с редките си флора и фауна, от които особено характерно е блатното кокиче. Равнинна местност с плодородни земи. Основният поминък е земеделието. Развито е зърнопроизводството и отглеждането на технически култури – слънчоглед, памук. Развито е и животновъдството.